# Pulsarella komakimonos
Pulsarella komakimonos é uma espécie de gastrópode do gênero Pulsarella, pertencente a família Borsoniidae.